# Parkia filicina
Parkia filicina là một loài thực vật có hoa trong họ Đậu. Loài này được (Willd.) Walp. miêu tả khoa học đầu tiên.